# مغير طور (وحدة الكترونية)

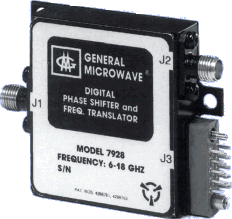
مغير طور ومترجم تردد للميكروويف (من 6 إلى 18 جيجاهرتز)

مُغير طور أو وِحدة تغيير الطور هي وِحدة تستخدم في شبكة موجات صغرية (ميكروويف) توفر القدر على تغيير الطور والتحكم فيه لإشارة التردد الراديوي.    تُستخدم مغيرات الطور في المصفوفات الطورية.   

## تصنيف

### النشط مقابل السلبي
توفر مُغيرات الطور النشطة كسبًا للإشارة، في حين أن محولات الطور السلبية تكون خاسرة (موهنة).
- نشيط:
  - التطبيقات:

مصفوفة المسح الإلكتروني النشط (AESA)، 
مصفوفة المسح الإلكتروني السلبي (PESA)
- - الكسب: يقوم مُغير الطور بتكبير الإشارة أثناء تحويل الطور.
  - رقم الضوضاء (NF)
  - التبادلية: غير متبادلة
- سلبي:
  - التطبيقات:

مصفوفة المسح الإلكتروني النشط (AESA)، 
مصفوفة المسح الإلكتروني السلبي (PESA)
- - توهن: يضعف مُغير الطور أثناء تحويل الطور
  - رقم الضوضاء NF = خسارة
  - التبادلية: متبادل

### التناظرية مقابل الرقمية
- توفر مغيرات الطور التناظرية تغيير طور مُتغير باستمرار أو تأخير زمني.
- توفر مغيرات الطور الرقمية مجموعة منفصلة مُحددة من تغييرات الطور أو تأخير زمني . يؤدي التقسيم إلى أخطاء في التكميم (تقدير الكمية). تتطلب مُغيرات الطور الرقمية وِحدة تحكم بالتوازي.
- التفاضلية، أحادية أو دليل موجي:
  - خط النقل التفاضلي : خط النقل التفاضلي هو خط نقل متوازن ثنائي الموصلات حيث يكون فرق الطور بين الإشارات 180 درجة. يعتبر الوضع التفاضلي أقل عرضة لضوضاء الوضع المشترك والتداخل.
  - اختيار الهوائي: ثنائي القطب ، هوائي ذو فتحة مدببة (TSA)
  - أمثلة: coplanar strip, slotline
- خط نقل أحادي: خط النقل أحادي هو خط نقل ثنائي الموصلات حيث يتم ربط أحد الموصلات بالأرضي، و الثاني يكون الموصل. يعد الوضع الأحادي أكثر عرضة للضوضاء في الوضع المشترك والتداخل.
  - اختيار الهوائي: فتحة مطوية مزدوجة (DFS)، شريط دقيق، أحادي القطب
  - أمثلة: CPW، microstrip، stripline
- الدليل الموجي
  - اختيار الهوائي: الدليل الموجي، البوق